# La Loi du 21 juin 1907
Pour plus de détails, voir Fiche technique et Distribution.
La Loi du 21 juin 1907 est un court-métrage français de Sacha Guitry sorti en 1942.

## Fiche technique
- Réalisateur : Sacha Guitry
- Scénariste : Sacha Guitry
- Décors : Roland Quignon
- Photographie : Nicolas Hayer, Albert Militon
- Montage : Jean Feyte
- Pays :  France
- Format :  Noir et blanc - 1,37:1 - 35 mm - son mono
- Genre : court-métrage
- Durée : inconnue
- Date de sortie : 
  - France - 28 mars 1942

## Distribution
- Arletty : Gertrude
- Fernand Gravey : Gaston
- Fernand Ledoux
- Marguerite Pierry : le maître Blanc-Bec